# Posidoniaceae
Posidoniaceae é uma família de plantas pertencente à ordem Alismatales. Tem apenas um género: Posidonia.
As espécies pertencentes ao sobredito género são comummente conhecidas como «posidónias». São plantas marinhas caracterizadas pelo seu rizoma espalmado e pelas suas folhas lineares, pejando-se de flores hermafroditas de pequenas dimensões, as quais se reúnem em racemos esponjosos.

## Etimologia
No que toca ao nome científico, mais concretamente ao nome genérico, Posidonia provém do latim científico que, por sua vez, se inspirou no nome do deus grego do mar, Poseidon.